# Sten
Sten (simbol sn) este o veche unitate de măsură a forței în Sistemul MTS (metru-tonă-secundă). A fost folosită în Uniunea Sovietică între 1933 și 1955. Mai este folosită pentru măsurarea forței de tracțiune.
- 1 sn = 1 t⋅m⋅s-2 = 1 000 N = 1 kN.[1]
- 1 N = 0,001 sn

## Etimologie
Cuvântul din română sten este împrumutat din franceză sthène, care, rândul său, este împrumutat din limba greacă: σθένος (sthenos) „forță”.
În Dicționarul de neologisme (1978), este oferită următoarea definiție: „unitate de forță egală cu forța imprimată unei mase de o tonă, de o accelerație de un metru pe secundă.”